# Vieux perse
Le vieux perse est la forme attestée la plus ancienne du persan. Il fait partie du groupe des langues iraniennes, un sous-groupe des langues indo-iraniennes et des langues indo-européennes.
La langue vieux-perse était utilisée dans les inscriptions, en écriture cunéiforme persane ancienne datant des rois achéménides. De vieux textes perses (notamment des inscriptions, des tablettes et des sceaux) ont été retrouvés en Iran, en Turquie et en Égypte. Le vieux perse n’est pas l’ancêtre direct du persan moderne. C’était le dialecte parlé à Persépolis que Darius Ier a élevé au rang de norme. Comme ce dernier était tout à fait conscient que sa langue ne serait pas comprise de tous les sujets de son vaste empire, il a fait ériger des inscriptions bilingues ou trilingues. L'inscription de Behistun, par exemple, est une trilingue vieux-perse, babylonienne et élamite.

## Écriture

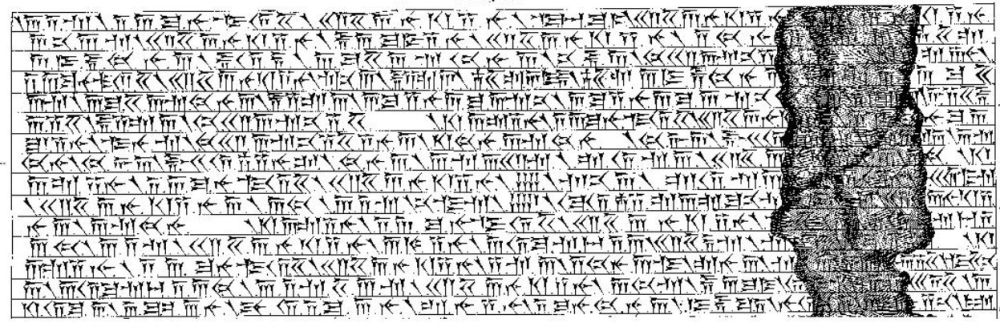
Détail de la première colonne de l'inscription de Behistun.

Le vieux perse s’écrivait de gauche à droite et utilisait une graphie cunéiforme. L’écriture cunéiforme du vieux perse contenait 36 signes qui représentent des consonnes, des voyelles ou des séquences comprenant une seule consonne et des voyelles (phonogrammes), trois nombres (1, 10 et 100), un séparateur de mots et huit idéogrammes.

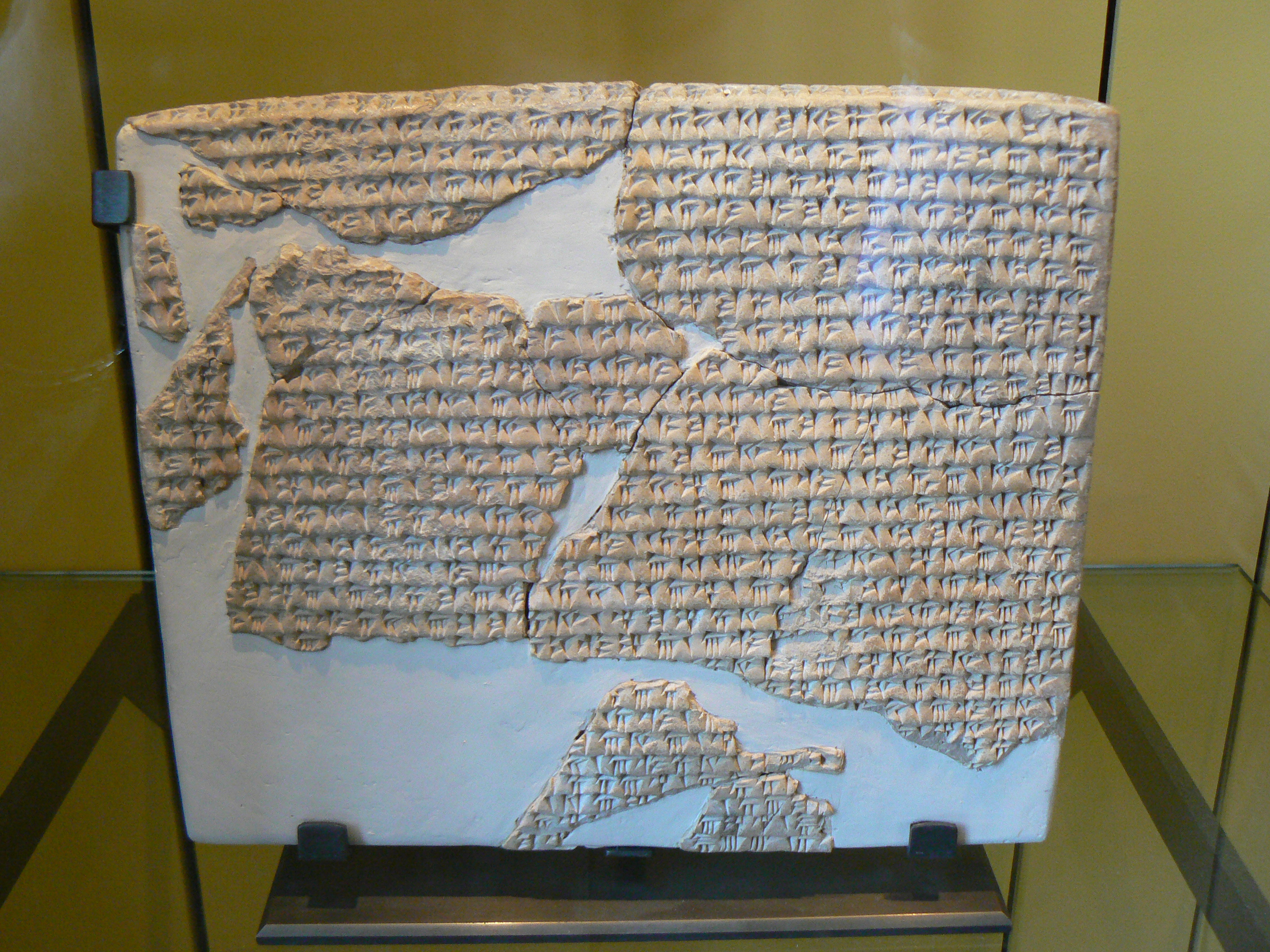
Charte de fondation du palais de Darius Ier à Suse, en vieux perse, musée du Louvre, (Sb 2789).

Bien que les signes utilisés ressemblent au cunéiforme akkadien (langue sémitique qui l’a emprunté au sumérien), un seul, le L, en est dérivé. Les chercheurs s’accordent aujourd’hui sur l’invention de cette écriture autour de 525 av. J.-C. et sur son utilisation jusque vers 330 av. J.-C. Le roi achéménide Darius Ier est probablement le premier roi à l’avoir utilisée pour des inscriptions sur des monuments.
Bien que basé sur un principe logo-syllabique (un dérivé de l’écriture logographique), ce système est essentiellement alphabétique dans son caractère. 13 des 22 consonnes sont invariantes, quelle que soit la voyelle qui les suit (ce qui signifie qu’elles sont alphabétiques), et 6 seulement ont une forme distincte pour chaque combinaison consonne-voyelle (ce qui signifie qu’elles sont syllabiques) ; parmi ces dernières, seuls le d et le m ont trois formes différentes pour chacune des trois voyelles (le k, le g, le j et le v ont une forme distincte devant deux des trois voyelles seulement). Par ailleurs, trois consonnes, le t, le n et le r sont partiellement syllabiques, avec la même forme devant a et i et une forme distincte devant le u. Par exemple, =< peut se prononcer na ou ni, alors que <<= se prononce nu. Des syllabes ambiguës telles que =< (na ou ni) doivent être suivies par une voyelle pour que leur prononciation soit clarifiée, mais en pratique, même des syllabes univoques telles que <<= (nu), ou complètement syllabiques telles que ma, mi et mu sont suivies par des voyelles explicitant la prononciation.
L’effet est proche du son anglais [dʒ], qui s’écrit g devant un i ou un e, mais j devant d’autres voyelles (gem et jam, par exemple), ou du son espagnol [θ], qui s’écrit avec un c devant un i ou un e et z devant les autres voyelles (cinco et zapato, par exemple). Il serait ainsi plus juste de dire que les consonnes du vieux perse s’écrivent avec des lettres différentes selon la voyelle qui les suit, plutôt que de classer l’écriture vieux-perse comme syllabique. Cette situation a son origine dans l’écriture cunéiforme assyrienne, dans laquelle de nombreuses distinctions syllabiques ont été perdues et furent souvent clarifiées grâce à des voyelles explicites. Cependant, dans le cas de l'assyrien, la voyelle n’était pas utilisée tout le temps, et elle n’était jamais utilisée lorsqu’elle n’était pas nécessaire, caractéristique d’un système logo-syllabique.
Pendant un temps[Quand ?], certains[Qui ?] ont pu imaginer que l’alphabet est né d’un système de ce type, une modification des signes des consonnes amenant à la constitution d’alphabets tels que l'alphabet ougaritique. Aujourd’hui, cependant, on considère que l’alphabet sémitique est né des hiéroglyphes égyptiens, dans lesquels la notation des voyelles n’était pas très importante.